# Badaroux
Badaroux (okcitán nyelven Badarosc) község Franciaország déli részén, Lozère megyében. 2011-ben 924 lakosa volt.

## Fekvése
Badaroux a Lot folyó völgyében fekszik, Mende-tól 6 km-re keletre, mintegy 800 méteres tengerszint feletti magasságban (területe 736–1220 m magasan fekszik). Áthalad rajta a Mende-ból Langogneba vezető N88-as főút. Vasútállomás a Translozérien (Mende - La Bastide-Puylaurent) vonalon. Keleti határán a 839 m magas Tourette-hágó választja el a Lot és az Esclancide völgyét. Délről a Causse de Mende mészkőfennsíkja, északról a Margeride-hegység övezi. A községterület 37%-át (767 hektár) erdő borítja.
Hozzátartoznak Les Combes, Nojaret, Pelgeires, Les Boires szórványtelepülések, valamint 4 tanya (Meylet, Sirvens, Gardes, Redoundel).
Közigazgatásilag északról Le Born, keletről Pelouse és Sainte-Helène, délről Lanuéjols, nyugatról pedig Mende és Chastel-Nouvel községek határolják.

## Története
Badaroux a forradalomig a mende-i püspökség birtoka volt. Templomát a 12. században említik először, 1580-ban a hugenották rombolták le. 1944. május 29-én a megszálló németek a Tourette-hágónál 27, Hures-La Parade községben elfogott ellenállót gyilkoltak meg. Az 1970-es években a korábban csökkenő lakosságszám a meginduló szuburbanizáció révén gyorsan növekedett.

### Demográfia
| Év   | Lakosság |
| ---- | -------- |
| 1793 | 672      |
| 1851 | 698      |
| 1876 | 657      |
| 1901 | 649      |
| 1936 | 470      |

| Év   | Lakosság |
| ---- | -------- |
| 1946 | 448      |
| 1954 | 403      |
| 1962 | 372      |
| 1968 | 426      |

| Év   | Lakosság |
| ---- | -------- |
| 1975 | 689      |
| 1982 | 939      |
| 1990 | 905      |
| 1999 | 850      |
| 2010 | 907      |

## Nevezetességei
- A szeplőtelen fogantatásnak szentelt katolikus temploma 1874-ben épült.
- A meggyilkolt ellenállók emlékműve a Tourette-hágón.
- Jean-Antoine Chaptal szülőháza Nojaret-ben.
- Pelgeires-ben 17. századi, Les Bories-ban 1735-ben állított kőkeresztek találhatóak.

## Híres emberek
- Jean-Antoine Chaptal (1756-1832) francia vegyész a községhez tartozó Nojaret-ban született.

## Képtár

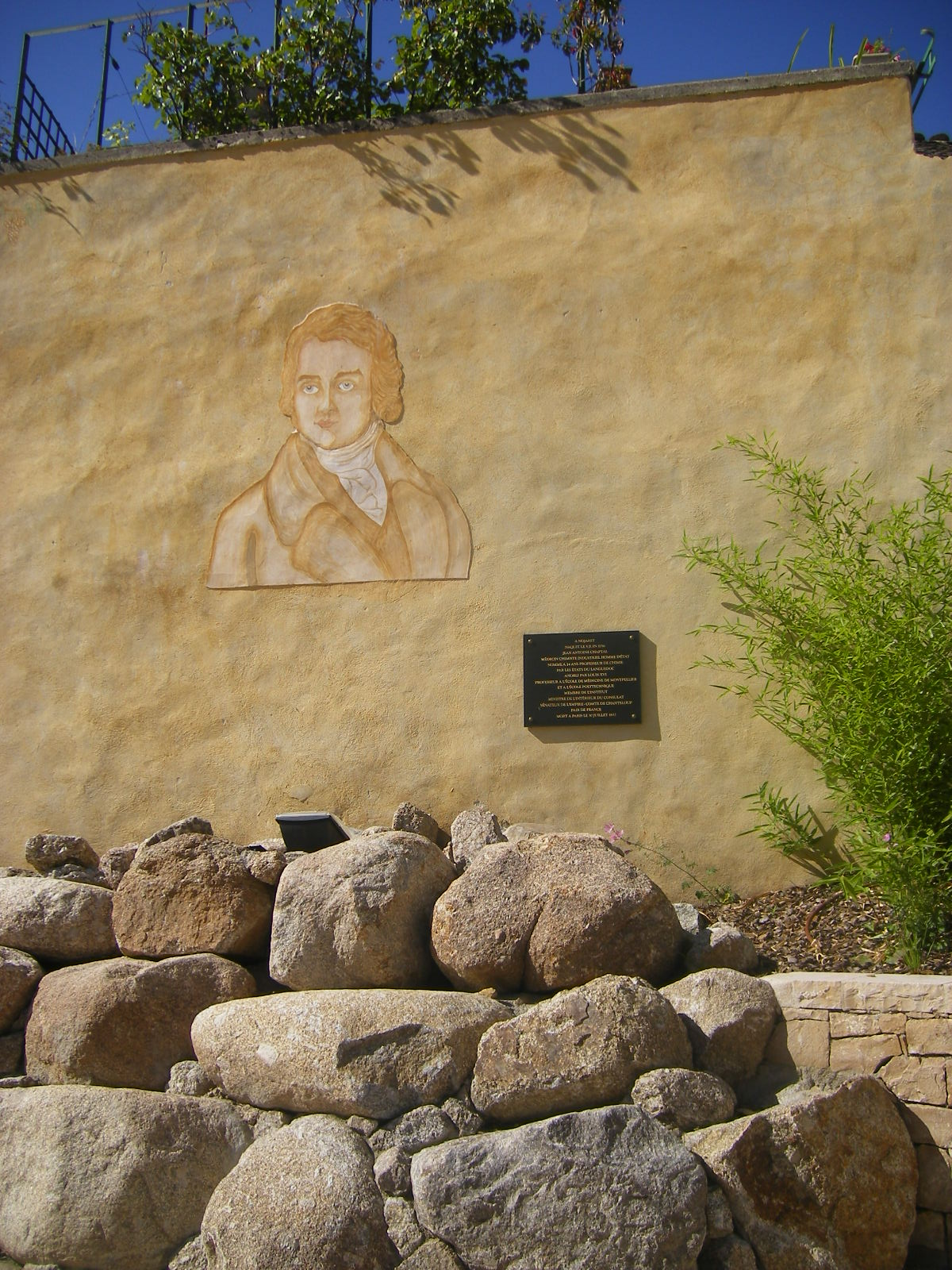
Jean-Antoine Chaptal emléktáblája
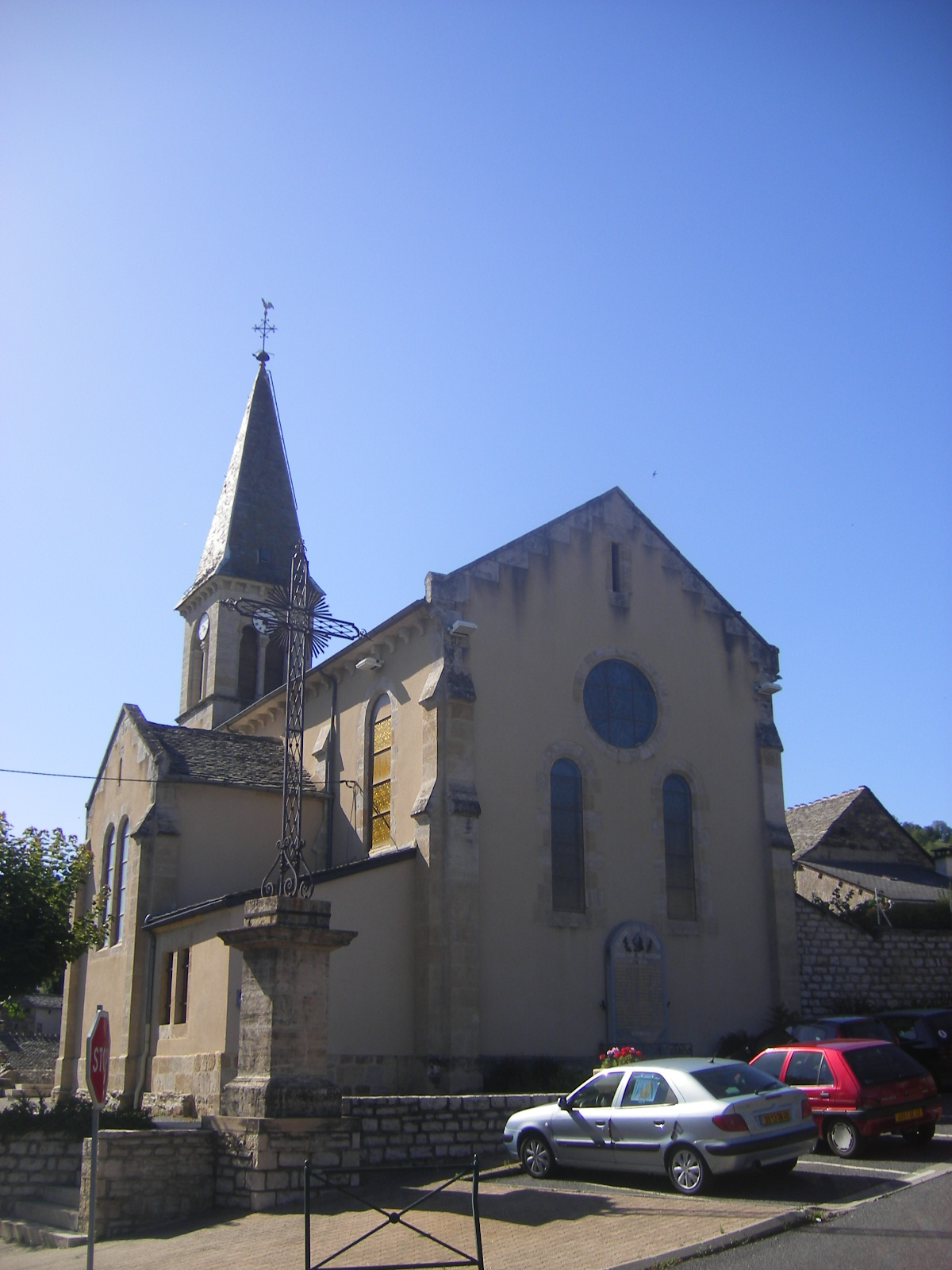
Katolikus templom
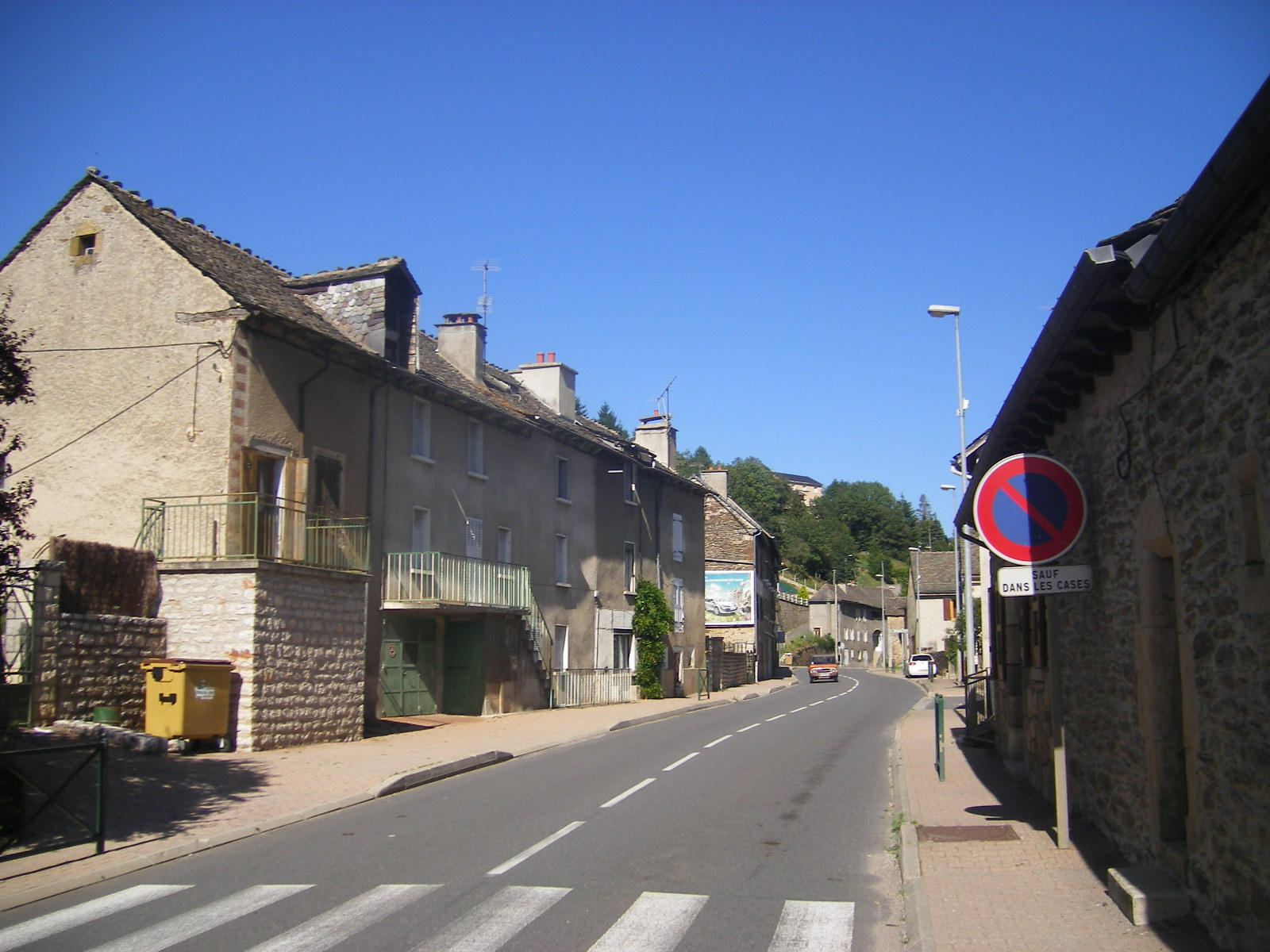
Avenue du Gévaudan
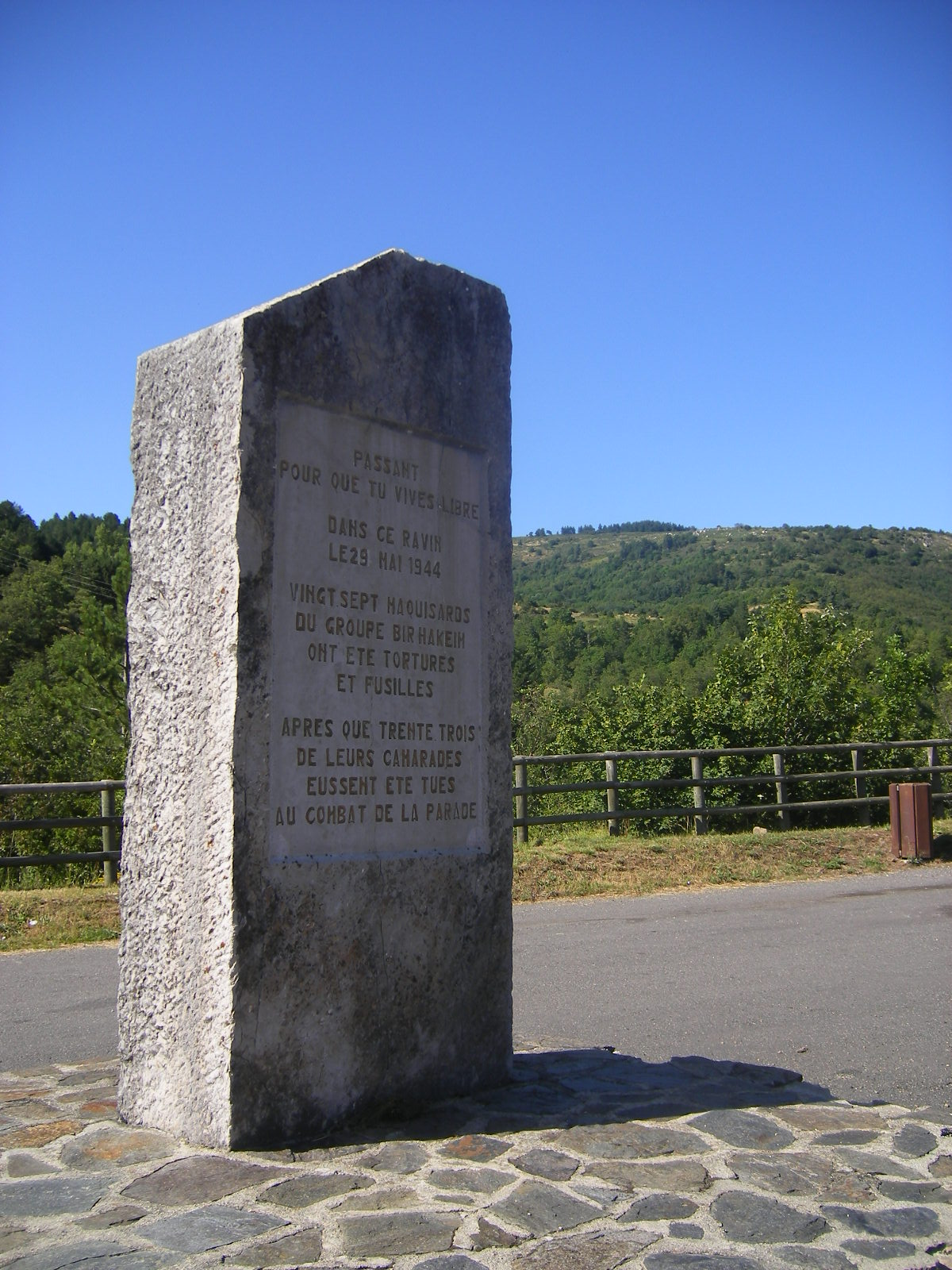
Partizánemlékmű a Tourette-hágón
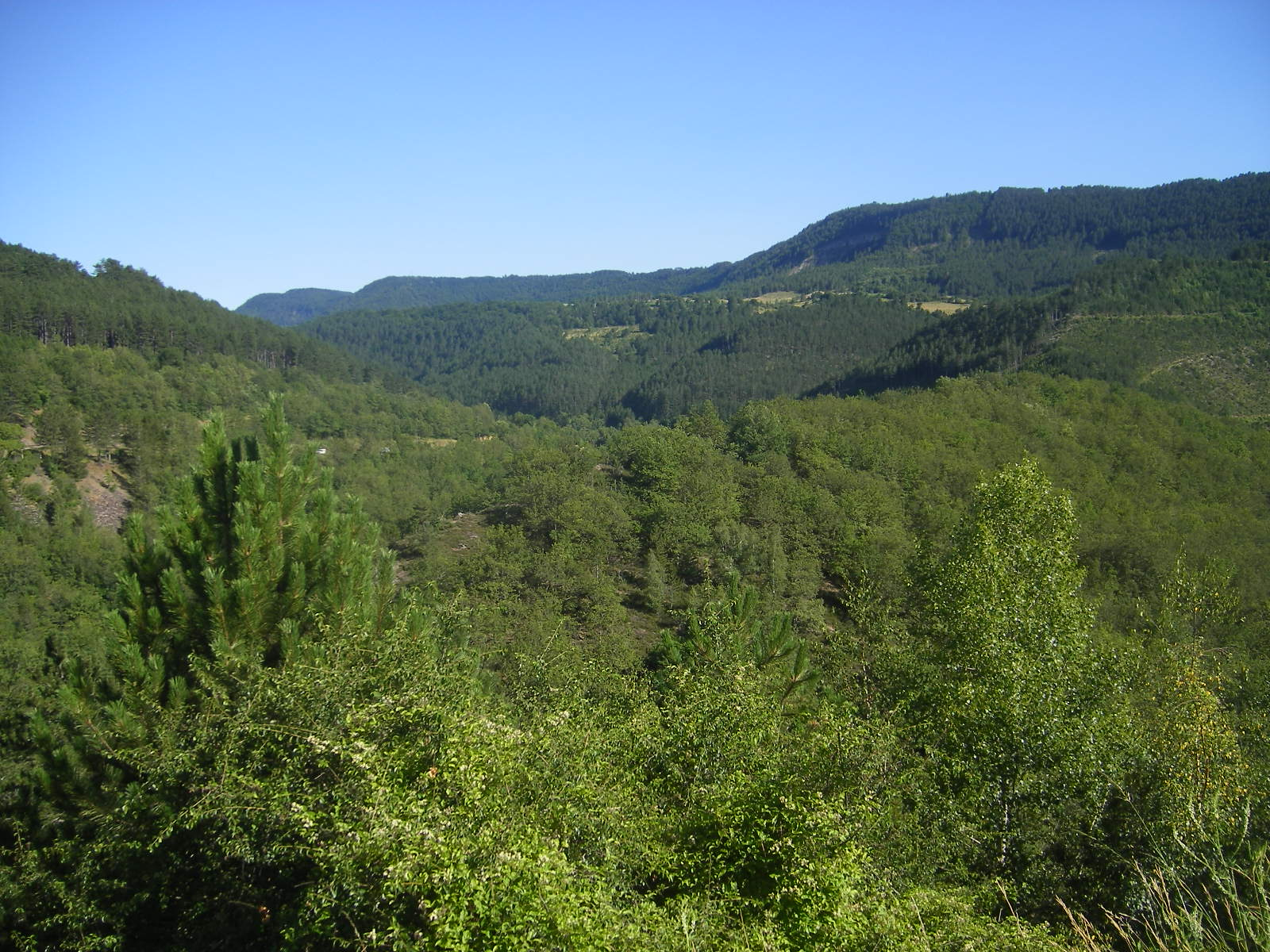
Tourette-hágó
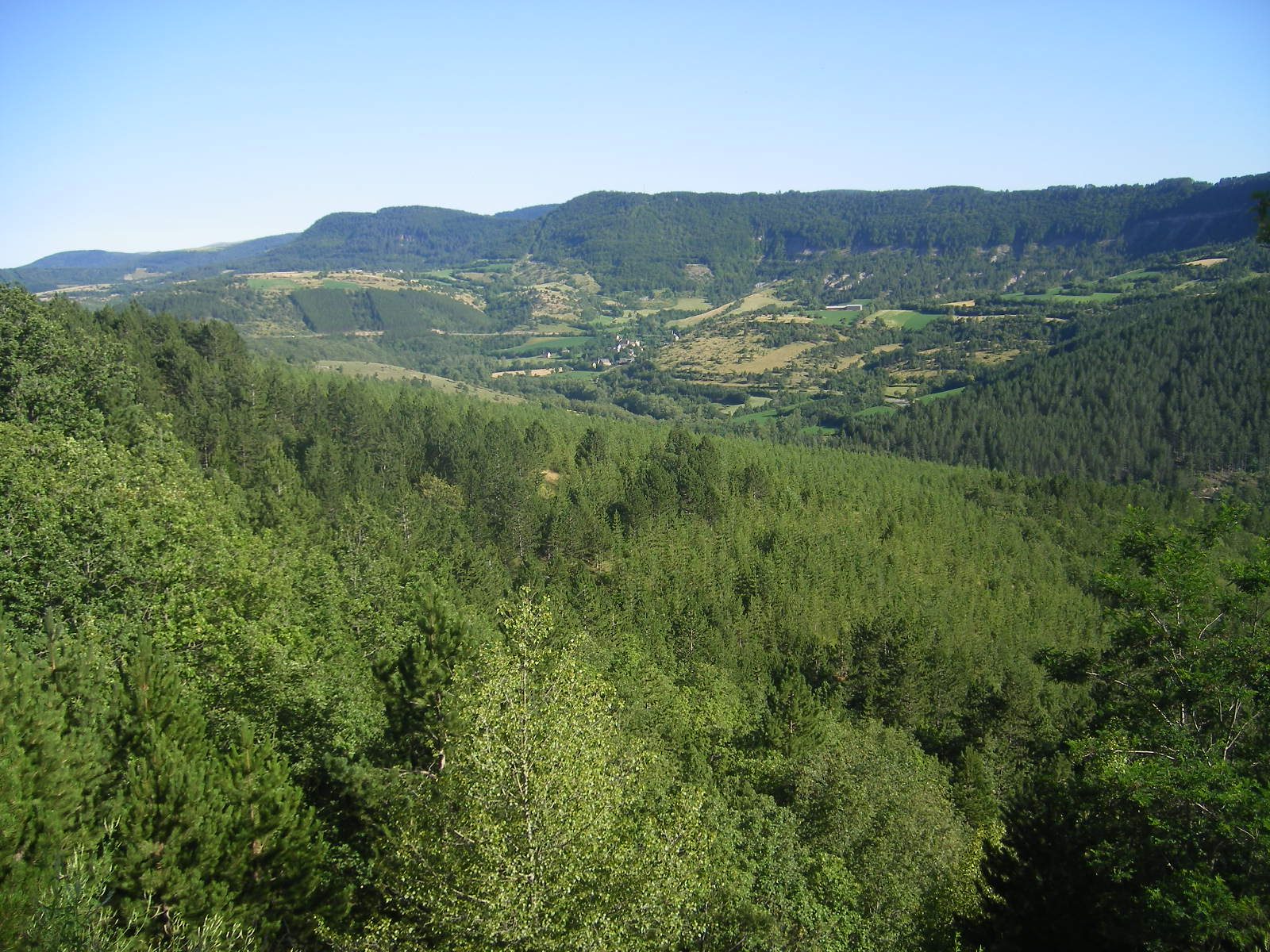
Tourette-hágó

## Kapcsolódó szócikk
- Lozère megye községei